# Flukonazol
Flukonazól je protiglivična učinkovina (antimikotik) z učinkom na lokalne in splošne okužbe, zlasti pri kandidozi. Spada med triazolne antimikotike. Sama učinkovina je v obliki belega kristaliničnega praška in se zelo slabo topi v vodi, je pa dobro topna v alkoholu. Daje se peroralno ali intravensko. Flukonazol je bil patentiran leta 1981 s strani podjetja Pfizer v Združenem kraljestvu in je prišel v komercialno uporabo leta 1988. Izteka patentov se je zgodil leta 2004 in 2005. Nahaja se na Seznamu bistvenih zdravil Svetovne zdravstvene organizacije.

## Indikacije
Flukonazol je protiglivično zdravilo prve generacije iz skupine triazolov. Razlikuje se od prejšnjih azolnih protiglivičnih zdravil (na primer ketoconazola) v tem, da v svoji strukturi vsebuje triazolni obroč namesto imidazolnega obroča. Medtem ko se imidazolna protiglivična zdravila običajno uporabljajo topično, so fluconazol in nekatera druga triazolna protiglivična zdravila raje izbrana, ko je potrebno sistemsko zdravljenje, zaradi njihove izboljšane varnosti in predvidljive absorpcije pri peroralni uporabi.
Flukonazol se uporablja:
- pri nožnični kandidozi,
- pri kandidozi požiralnika, ust in žrela
- pri kriptokoknem meningitisu
- za preprečevanje kandidoze pri bolnikih po presaditvi kostnega mozga.

## Mehanizem delovanja
Flukonazol je triazolsko protiglivično zdravilo, katerega poglaviten način delovanja je zaviranje demetilacije 14-alfa-lanosterola, ki poteka s posredovanjem citokroma P450. Pri glivicah je to nujna  stopnja pri biosintezi ergosterola. Posledično se v celični membrani glivice namesto ergosterola kopičijo 14-alfa-metil-steroli, kar je odgovorno za protiglivično delovanje flukonazola. Flukonazol bolj selektivno deluje na encime citokroma  P450 v glivicah kot na encimske sisteme citokroma P450 pri različnih sesalskih encimskih sistemih.

## Neželeni učinki
Neželeni učinki so na splošno blagi in zajemajo slabost, glavobol, bolečine v trebuhu. Vendar pa so se v posameznih primerih pojavile deskvamacijske kožne lehe, vključno s Steven-Johnsonovim sindromom, zlasti pri bolnikih z aidsom, ki so prejemali sočasno več zdravil. Steven-Johnsonov sindrom prestavlja resen, pogosto tudi smrten zaplet.
Če se jemlje med nosečnostjo, lahko povzroči škodo. Ti primeri škode so se vendarle pojavili le pri ženskah, ki so večino prvega trimesečja jemale velike odmerke.
Flukonazol se izloča v človeškem mleku v koncentracijah, podobnih plazmi.